# イネ

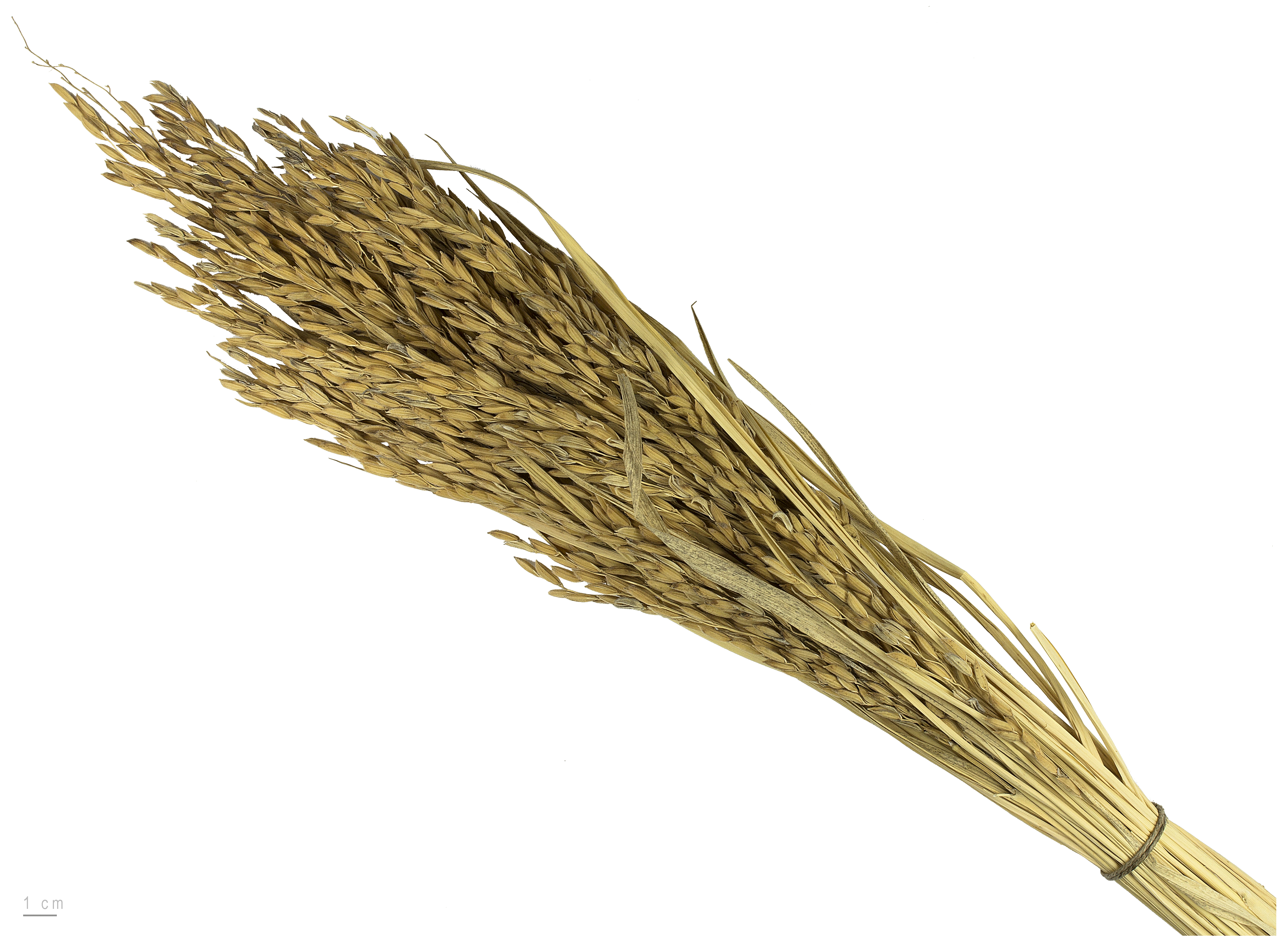
Oryza sativa

イネ（稲、稻、禾）は、イネ科イネ属の植物。属名Oryza は古代ギリシア語由来のラテン語で「米」または「イネ」を意味する。種小名 sativa は「栽培されている」といった意味である。収穫物は米と呼ばれ、トウモロコシやコムギ（小麦）とともに世界三大穀物の一つとなっている。稲禾（とうか）、禾稲（かとう）などとも呼ばれる。

## 概要
イネ科イネ属の植物には23種77系統が知られている。このうち20種が野生イネであり、2種が栽培イネである。栽培イネの2種とはアジア栽培イネ（アジアイネ、Oryza sativa）とアフリカ栽培イネ（アフリカイネ、グラベリマイネ、Oryza glaberrima）である。結実後も親株が枯れず株が生き続ける多年生型と、種子により毎年繁殖して枯れる一年生型があるが、2型の変位は連続的で、中間型集団も多く存在する。原始的栽培型は、一年生型と多年生型の中間的性質を有した野性イネから生じたとする研究がある。なお、いくつかの野生イネは絶滅したとされている。
アジアイネはアジアのほか、広くヨーロッパ、南北アメリカ大陸、オーストラリア大陸、アフリカ大陸で栽培されている。これに対してアフリカイネは西アフリカで局地的に栽培されているにすぎない。イネは狭義にはアジアイネを指す。
アジアイネには耐冷性の高いジャポニカ種（日本型）と耐冷性の低いインディカ種（インド型）の2つの系統がある。また、これらの交雑による中間的品種群が多数存在する。
ジャポニカ種（日本型、島嶼型、Oryza sativa subsp. japonica）
日本、朝鮮半島、中国など温帯～亜熱帯の地域で栽培されている。ジャポニカ種は温帯日本型と熱帯日本型（ジャバニカ種）に分けられる。
温帯日本型（温帯島嶼型）
主に日本や中国遼寧省で栽培されている。
熱帯日本型（ジャバニカ種、熱帯島嶼型、ジャワ型、Oryza sativa subsp. javanica）
中国南部などで栽培されている。なお、ジャポニカ種（日本型）、インディカ種（インド型）、ジャバニカ種（ジャワ型）に並列的に分けられることもある。
インディカ種（インド型、Oryza sativa subsp. indica）
インド、スリランカ、台湾南部、中国南部、東南アジアなど熱帯・亜熱帯の地域で栽培されている。インディカ種（インド型）はジャポニカ種（日本型）以上に分化している。
日本の農学者加藤茂苞による研究が嚆矢となったことから、彼の用いた「日本型」「インド型」という呼称が広く使われているが、両者が存在する中国では、加藤の研究以前からこれに相当する「コウ」（粳稻）と「セン」（籼稻）という分類が存在している。中国では、淮河と長江との中間地域で両者が混交し、長江以南でセン、淮河以北でコウが優占する。
加藤による命名が象徴するように、それぞれの生態型の栽培地域には耐寒性による地理的勾配が知られている。日本や中国東北部、朝鮮半島では主にジャポニカ種が栽培され、中国南部や東南アジア山岳部ではジャバニカ種が多く、中国南部からインドにかけての広い地域でインディカ種という具合である。ただし、こうした栽培地域の地理的分離は絶対的なものではなく、両方が栽培されている地域も広範囲にわたる。特に中国雲南省からインド島北部アッサム地方にかけての地域は、山岳地域ならではの栽培環境の多様性もあり、多くの遺伝変異を蓄積しているとされる。
栽培イネの祖先種とされるのはオリザ・ルフィポゴン（Oryza rufipogon）である。このオリザ・ルフィポゴンの生態型には多年生型と一年生型があり、特に一年生型がOryza nivaraとして別種扱いされることもある。しかし、分子マーカーによる集団構造の解析によっても一年生型と多年生型が種として分化しているという証拠は得られていない。なお、交雑が進んだ結果、今日では栽培イネから遺伝子浸透を受けていない個体群はインドやインドネシアの山岳地帯に残るにすぎない。
イネには亜種や近隣種が多いために予期せぬ雑種交配が起こることがある。特に、亜種の多様な東南アジアにおいては顕著である。日本では雑種交配を防止するため、耕作地周辺の頻繁な雑草刈りで予防している。
栽培イネではなく雑草として生じるものを雑草イネという。こうした雑草イネは生態的および形態的特徴が栽培イネのそれと類似するため、駆除が極めて難しい。雑草イネは水田の強雑草で栽培イネの生育障害、脱粒、収穫種子に赤米として混入し品質低下を引き起こしている。日本では乾田直播栽培で発生しやすい。栽培稲の生産性を落とすだけでなく、栽培イネと交雑することで品質劣化を起こす。東南アジアでは特に顕著で、食用稲の生産性向上の課題となっている。一方で、祖先型野生稲は遺伝資源としての有用性も指摘されており、種子銀行などの施設での保存のほかに、自生地（in situ）での保全の試みもある。
栽培イネ以外ではO. officinalis（薬稲）が救荒植物として利用されることがある。

## 原産と伝播

### 原産地
約1万年前の中国長江流域の湖南省周辺地域。かつては雲南省の遺跡から発掘された4400年前の試料や遺伝情報の多様性といった状況から雲南省周辺からインドのアッサム州周辺にかけての地域が発祥地とされていた。
長江中流域では約12000~9900年前に稲の栽培が始まり、炭化米やプラントオパールが各地の遺跡から出土している。約8000年前の宋家崗遺跡からは栽培稲が出土し約6500年前の遺跡では水田趾が発見されている。草鞋山遺跡のプラント・オパール分析によれば約6000年前にその地では品種として選択された形状の均質なジャポニカ米が栽培されており、インディカ米の出現はずっと下るという。前4200年前に始まった寒冷化によって、前4000年以降次第に品種が多様化し長江流域から黄河中下流域や南方への拡散が始まった。野生稲集団からジャポニカ米の系統が生まれ、後にその集団に対して異なる野生系統が複数回交配した結果、インディカ米の系統が生じたと考えられている。

### 日本への伝播と普及
日本国内に稲の祖先型野生種が存在した形跡はなく、栽培技術や食文化などと共に伝播したものと考えられている。日本列島への伝播については、いくつかの説があり、概ね以下のいずれかの経路によると考えられている。
1. 江南地方（長江下流域）から九州北部への直接ルート、
2. 江南地方（長江下流域）から朝鮮半島南西部を経由したルート、
3. 南方の照葉樹林文化圏から黒潮に乗ってやって来た「海上の道」ルートである[14][15]。

ただし、多様な伝播経路を考慮すべきとの指摘もある。
本格的に稲作が始まった時期は地域によって差があり、一説では最も早いのは九州西北部で弥生時代早期にあたる紀元前9世紀からとされ、初期の稲作は用水路などの栽培環境が整備された水田ではなく、自然地形を利用する形態で低湿地と隣接する微高地を利用していたとされている。杉田浩一編『日本食品大事典』によれば、水稲作の日本への伝来は縄文時代後期にあたる紀元前11世紀頃であり、本格的な栽培が始まるのは近畿地方では紀元前2世紀頃、関東地方では2世紀頃、本州北部では12世紀頃、北海道内陸部では明治時代以降であるとされている。
しかし、近年、縄文時代前期の遺跡から複数のイネ科植物の遺骸であるプラント・オパールが出土している。稲のプラント・オパールは20～60ミクロンと小さいため、雨水と共に地下に浸透することも考えられるため、即座に発見地層の年代を栽培の時期とすることはできないが、鹿児島県の遺跡では12,000年前の薩摩火山灰の下層からイネのプラント・オパールが検出されており、これは稲作起源地と想定されている中国長江流域よりも古い年代となっている。
現在日本で栽培されるイネは、ほぼ全てが温帯日本種に属する品種であるが、過去には熱帯日本種（ジャバニカ種）も伝播し栽培されていた形跡（2005年2月、岡山市の彦崎貝塚で、縄文時代前期(約6000年前)の土層からイネのプラント・オパールが多量に出土した。同市の朝寝鼻遺跡でも同時期の発見例があり、縄文時代前期から畑作によるイネの栽培が始まっていた可能性が高まった）ともみれるが、他地域で栽培されたものが持ち込まれた可能性も否定できないとの見解もある。また、2008年国立歴史民俗博物館の研究者らは、岡山県彦崎貝塚のサンプルには異なった時代の付着物もあったことから、時代測定資料の選別は慎重に行うべきであるとしている。

## 形態

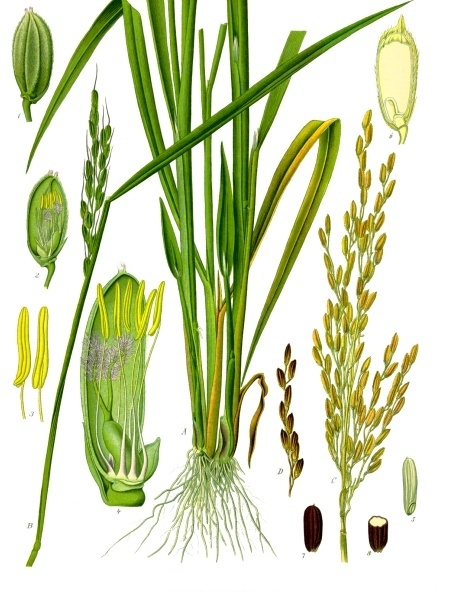
イネの植物図

多くの節を持つ管状の稈を多数分岐させ、節ごとに1枚の細長い肉薄の葉を有する。また、葉の付け根には葉舌という器官がある。葉の表皮細胞（機動細胞・ケイ酸細胞）にはケイ酸が蓄積し、葉の物理的な強度を高めている。枯れた葉などの有機成分は土壌中で分解されるが、ケイ酸は分解されにくいためプラントオパールとして残存し、過去の生態や農耕の様子を調べる手がかりとして利用される。薄手の葉が直立する草型のため、密集状態での受光効率が高い。稈は節の詰まったロゼット状になっており、生殖成長期になると徒長して穂を1つ付ける。栄養成長期と生殖成長期が明確に分かれており、穂を付けるのは稈を増やす時期が終了してからであり、籾（もみ）が成熟して生殖成長が終わると、ひこばえ（蘖）が生え再び栄養成長を再開する。
他殖性の風媒花であり、開花前に稈が徒長して穂を草叢から突き出すのは、開花時に花粉を飛ばしやすくするためである。ただし開花前に花粉が熟し、開花時に葯が破裂するため、栽培稲では98%程度が自家受粉する。開花時間は午前中から昼頃までの2-3時間と短い。花は、頴花（えいか）と呼ばれ、開花前後の外観は緑色をした籾そのものである。籾の先端には、しなやかな芒（ぼう）が発達する。芒は元々は種子を拡散するための器官であるが、栽培上不要なため近代品種では退化している。
農業上、種子として使われる籾は、生物学上の果実である玄米を穎（籾殻）が包んでいるもの。白米は、玄米から糠（ぬか）層、胚など取り除いた、胚乳の一部である。

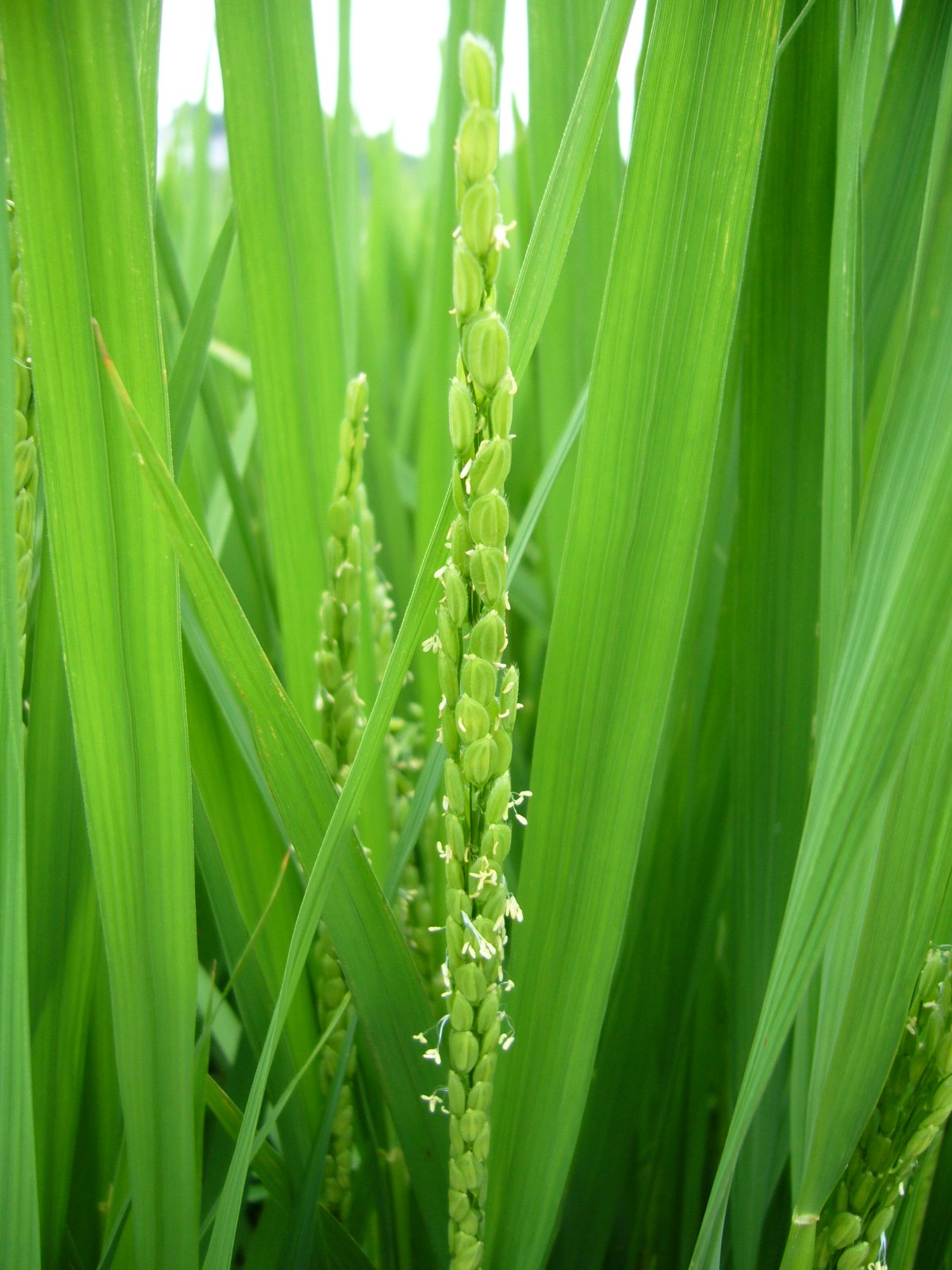
イネの花
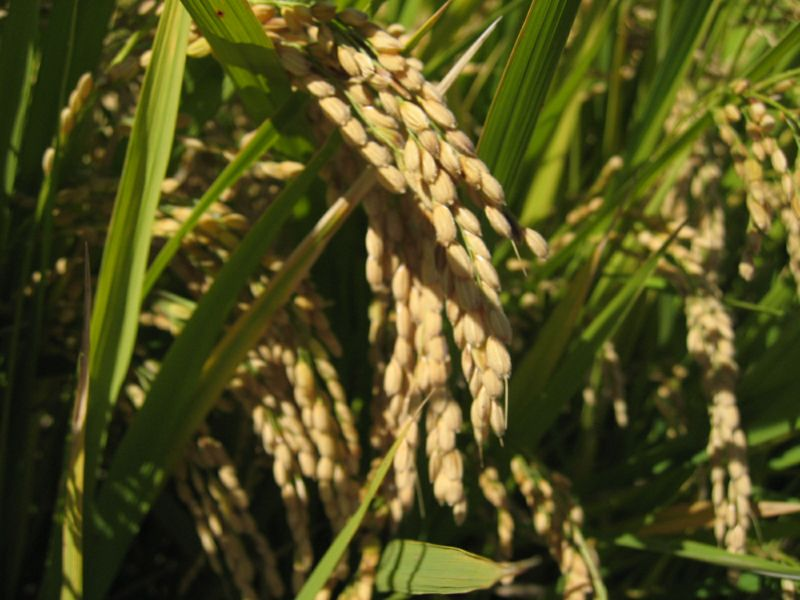
収穫期の穂の拡大写真
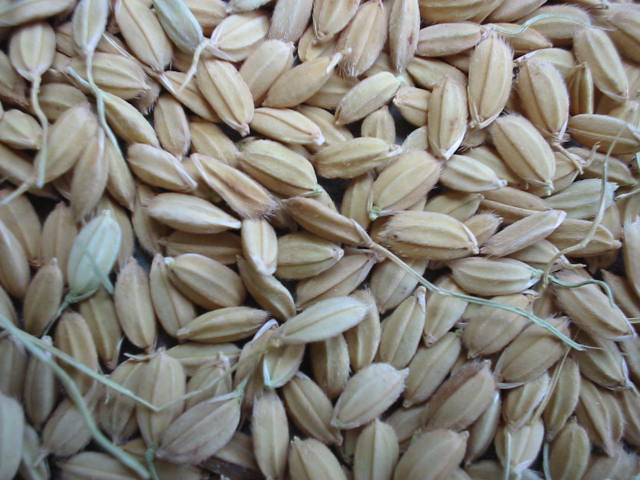
籾
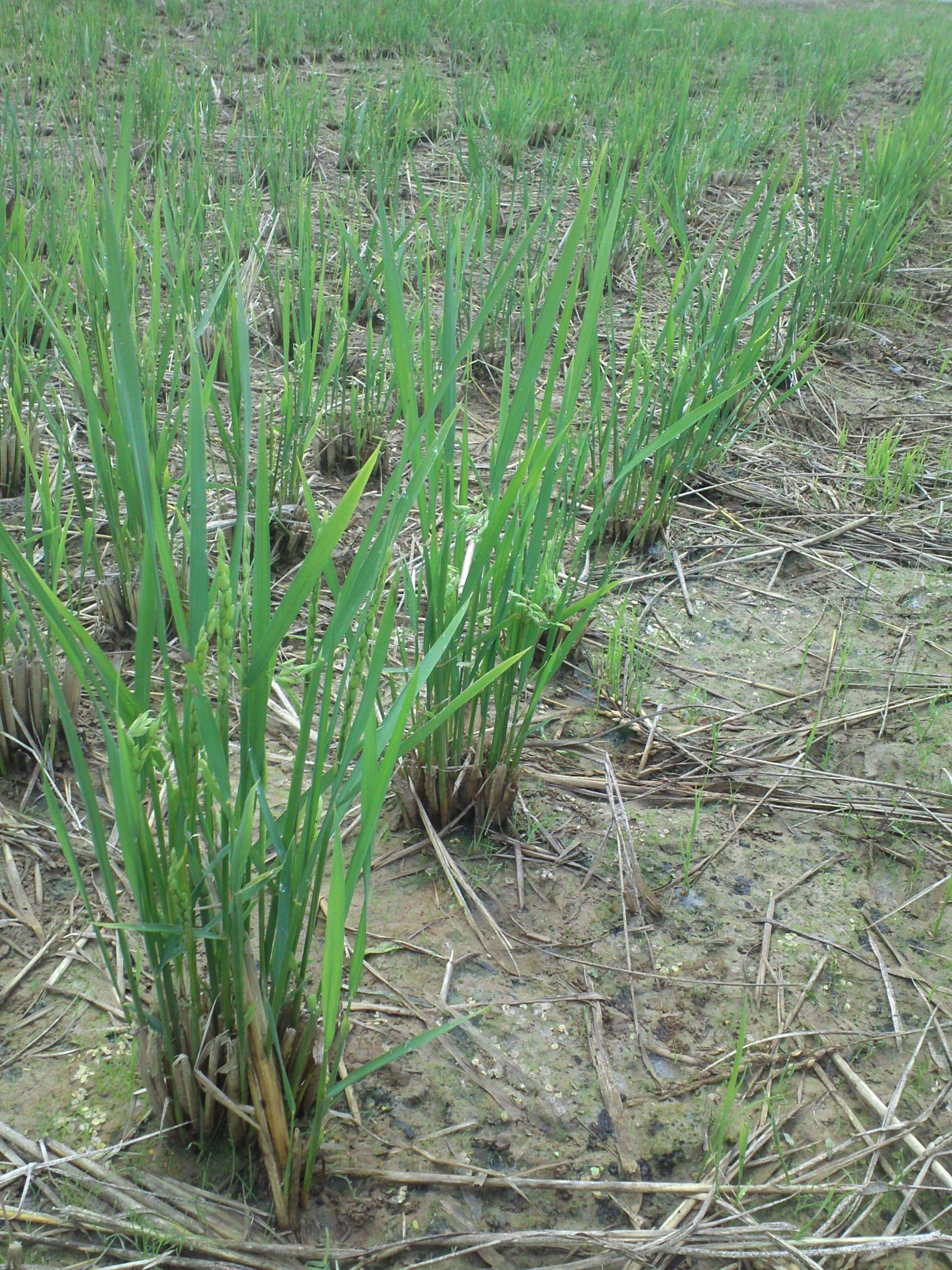
稲刈り後に伸びるひこばえ

## 分類

### 水稲と陸稲

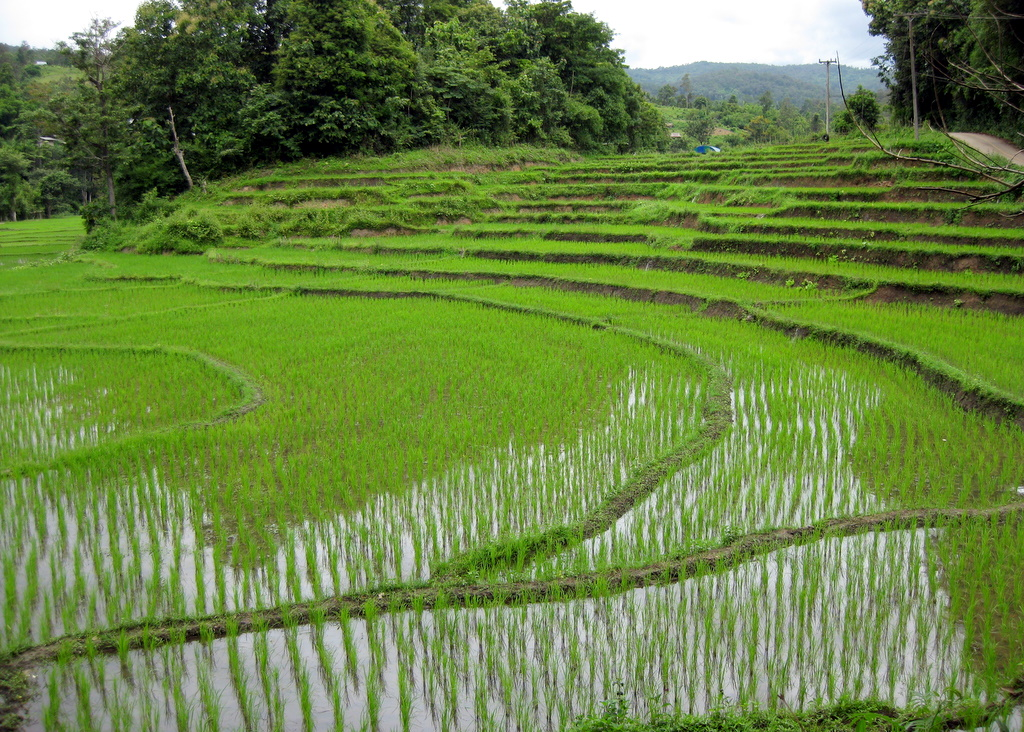
水田の水稲
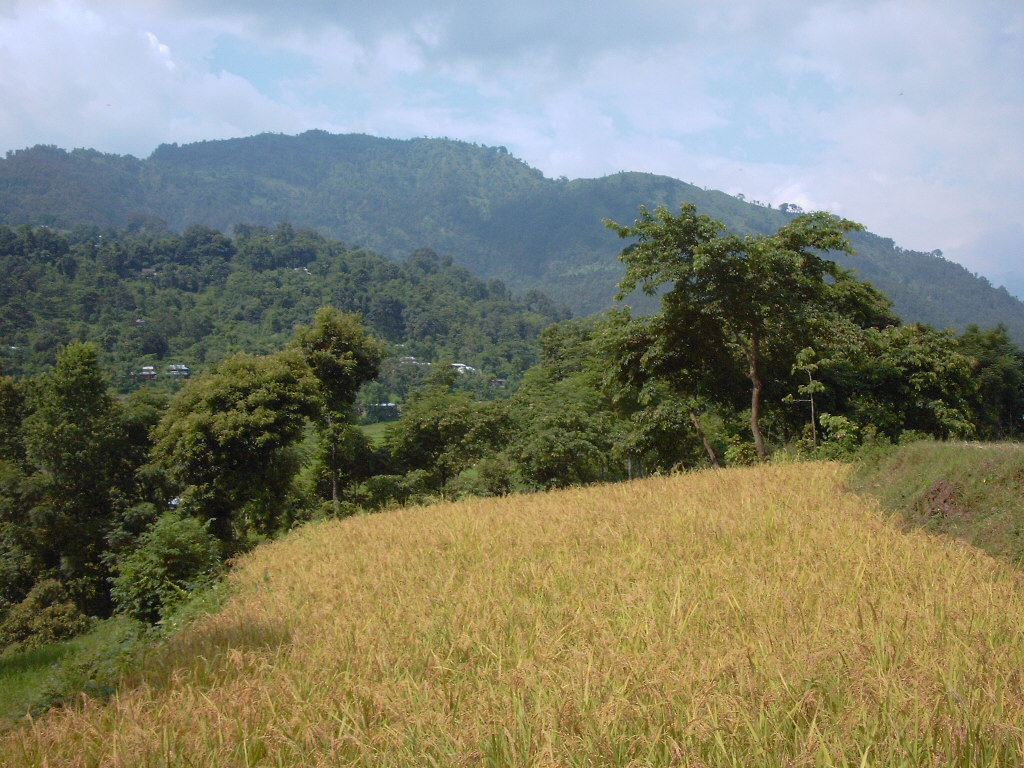
陸稲

元来、イネは湿性植物である。水田で栽培するイネを水稲（すいとう、lowland rice）、耐旱性が強く畑地で栽培するイネを陸稲（りくとう、おかぼ、upland rice）という。日本では明確に水稲と陸稲が区別されるが、他の国では水稲と陸稲とは明確には区別されていない。
水稲には、灌漑稲、天水稲、深水稲、浮稲といった種類がある。水位が著しく上昇して葉が水没するような状況では、節間を急速に伸ばすことで水面から葉を出し、窒息を免れることができる。節間の伸張能力は品種により著しい差があり、数センチから十数メートルまで伸張する品種がある。特に著しく伸張させることができる品種は浮稲（うきいね）と呼称される。
陸稲は水稲に比べて食味の点で劣るとされ、日本においては近年では糯種などが栽培されているにすぎない。

### 糯粳性による分類
稲の食用部分の主成分であるでんぷんは、分子構造の違いからアミロースとアミロペクチンに分けられる。お米の食感は、両者の含有配分によって大きく異なる。すなわちアミロース含量が少ないお米は加熱時にやわらかくモチモチした食感になり、アミロース含量が多いとパサパサした食感になる。日本人の食文化では、低アミロースのお米を「美味しい」と感じる。この好みは、世界的には少数派となっている。
通常の米は20%程度のアミロースを含んでいるが、遺伝的欠損によりアミロース含量が0%の品種があり。これがモチ性品種であり、日本ではもち米と呼ばれる。この特質を持つ作物は稲だけではなく、他にアワ、キビ、ハトムギ、モロコシ、トウモロコシ、オオムギ、アマランサス（けいとう）に見つかっている。また珍しいモチ性作物としてジャガイモの品種（ELIANE）がある。これらのモチ性作物は世界中で栽培されているにもかかわらず、モチ性品種が栽培されている地域は東南アジア山岳部の照葉樹林帯に限定されている。その特異性から、その地域を「モチ食文化圏」と呼称されることがある。

### 早晩性による分類
早晩性により早稲（わせ）、中稲（なかて）、晩稲（おくて）などに分類される。一般には早生（わせ）、中生（なかて）、晩生（おくて）と表記されるが、イネの場合には特に早稲（わせ）、中稲（なかて）、晩稲（おくて）と表記される。
イネの早晩性には基本栄養生長性、感光性、感温性が関わっており、株が出穂可能になるまでの栄養生長期間の長さと、出穂可能になってから実際に出穂するまでの生殖生長期間の長さによって決まる。栄養生長期の長さは温度のみに影響されるが、生殖生長期間は温度と日長性両方の影響を受ける。
日長の影響には品種間差があり、一般的に早生品種ほど小さく、晩生品種ほど大きい。このため、北海道や東北地方といった夏の日照時間が長く温度が上がりにくい高緯度の地域では早生品種、九州等比較的低緯度で夏の日照時間があまり長くなく気温が高い地域では晩生品種が作られる。
品種登録上の特性としては栽培地域を7つ（寒地、寒冷地北部、寒冷地南部、温暖地東部、温暖地西部、暖地）に区分したうえで、それぞれについて早晩性の基準品種を定義し、9段階で評価している。

### 遺伝学的な分類

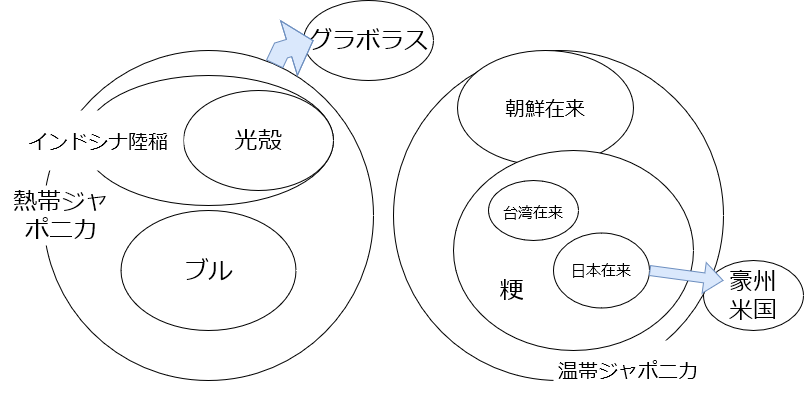
ジャポニカの品種相互の類縁関係

遺伝学では、温帯、熱帯ジャポニカ両者の区別は明確である。対象となる稲のアルカリ溶解度と中茎の長さについて調べてみると、はっきりとした負の相関があることがわかる。言い換えれば、アルカリ溶解度の高い品種は中茎が伸びにくく、対してアルカリ溶解度の低い品種は中茎が伸びやすい傾向にあるといえる。加えて、溶解度が高い品種は丸い籾を持ちがちで、低い品種は細長い籾を持ちがちであった。
以上から、温帯ジャポニカは次の特徴を持つ。
- アルカリ溶解度が高い
- 中茎が短い
- 丸籾

熱帯ジャポニカは次の特徴を持つ。
- アルカリ溶解度が低い
- 中茎が長い
- 長籾

なお、両者の違いはPS-IDを見るとわかりやすい。イネの場合、配列の頭を見るとAとCが並ぶ。
ジャポニカ米の場合、6C7Aか7C6Aのどちらかである。しかし、インディカ米は様々な配列があり、決まったものがない。

### 有色米
黒米、赤米、緑米などを総称して有色米という。野生種に近い米であるとされるものの、販売されている有色米の多くは近代品種である。例を挙げると、黒米では「おくのむらさき（種苗法登録は2003年）」、「朝紫（種苗法登録は1998年）」、「むらさきの舞（種苗法登録は2002年）」等があり、赤米では「ベニロマン（種苗法登録は1998年）」、「紅衣（種苗法登録は2005年）」がある。これらの品種を「古代米」や「在来種、在来米、在来稲」と、あたかも在来品種であるように呼び宣伝文句にするケースが散見されるが、在来品種ではないため注意が必要である。
また、以上の野生稲や在来品種とは異なる有色米が雑草稲と呼ばれ問題となっている。雑草稲が収穫した米に混入すると、品質低下の原因となる。

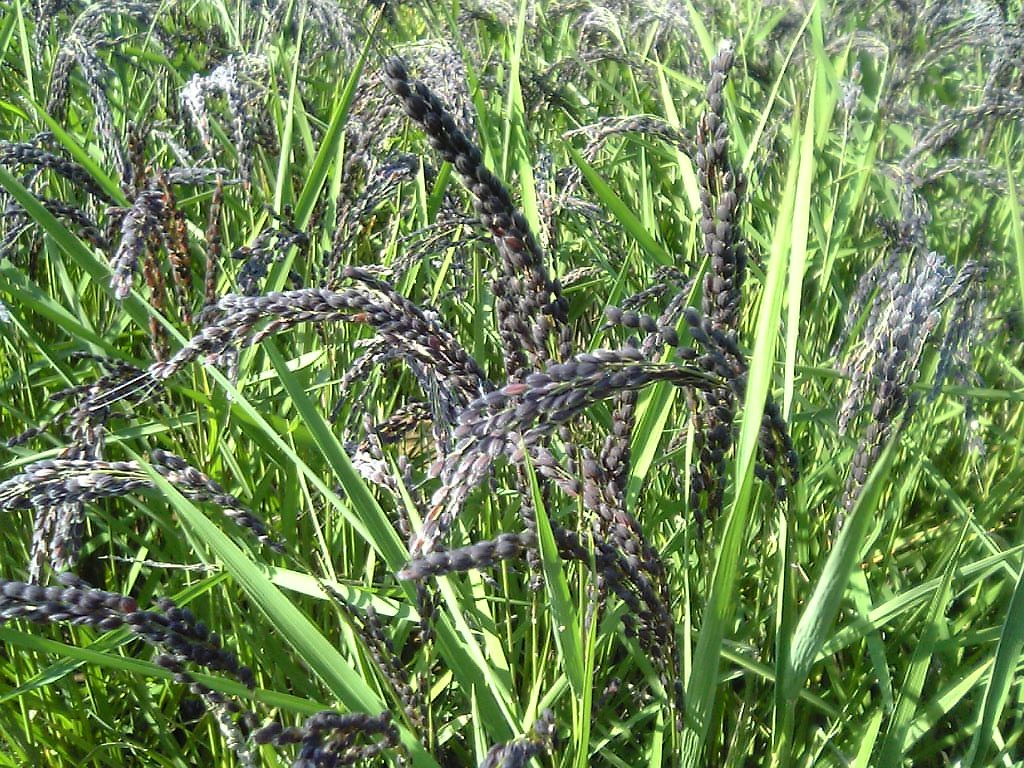

黒米（くろまい、くろごめ）
果皮の色が黒い米。胚乳部分は普通の米と同様に白い。よって、ぬか部分を完全にとってしまうと品種の特徴は消えてしまう。
中国や東南アジアでは、一般の食品や酒造原料としても利用されている。一方、日本では希少なため、赤米と共に神事の際に神饌として用いる機会が多い。黒く見える色素はポリフェノールの一種であるアントシアニンに起因しており、非常に濃い紫色である。白米と混ぜて炊飯した時、お米が赤飯のように紫っぽくなるため、紫黒米とも呼ぶ。日本での代表的な品種は、「おくのむらさき」、「朝紫」、「むらさきの舞」、「紫黒苑」等がある。
なお、日本の在来品種に黒米は存在せず、前述の「おくのむらさき」、「朝紫」、「むらさきの舞」等、近年になって育成された品種を、在来種あるいは在来米と呼ぶのは明確に誤りである。しかし、それらの黒米を「在来品種」であるかのように宣伝するような傾向があり、誤解が広まっている。
また、イタリアではインディカ種白米とジャポニカ種黒米とによる交配研究の結果、1997年にRiso Venereという新たな黒米品種が誕生、現在はヴェルチェッリ県とノヴァーラ県を中心に農作されている。

赤米（あかまい）
種皮の色が赤い米。胚乳部分は普通の米と同様に白い。種皮（ぬか）の組織が強固で精米によって完全に取り除くことが難しく、赤い玄米状態で利用することになるため赤米と呼称される。祖先型野生稲は全て赤米であることが知られており、普通稲は種皮の組織をつくる遺伝子の欠損によって生じたものと考えられる。そのため赤米は、ジャポニカ種・インディカ種、陸稲・水稲、粳米・糯米にかかわらず存在する。
玄米の表面の層が赤いのはタンニン系の色素を含有しているためである。そのため、白米と混ぜて炊くとピンクがかった色になる。
日本では8世紀頃の平城京の木簡から栽培が確認される。また14世紀頃に「大唐米」という長粒種が渡来した。江戸時代には関東から西、特に薩摩など南九州で多く栽培されていた。タンニンを含み味が悪いことから、明治以降は近代品種の普及活動、特に主要農作物種子法（通称、種子法）により神事用以外の品種は駆逐された。近年は古代米と称して、そのような在来品種の子孫にあたる品種の栽培が行われている。現在の日本での代表的品種は「国司」、「神丹穂」、「ベニロマン」、「紅衣」など。また、日本には粳米しかなかったが、品種改良により糯米ができた。

緑米（みどりまい）
種皮の色が緑色をしたもち米。日本での代表的な品種はアクネモチ（別名、みどり糯）である。アクネモチの稲穂は黒いので、玄米も黒い品種と勘違いされることが多い。

### その他
- 香り米
- 低アミロース米
- 低グルテリン米
- その他 困窮地域などでの栄養不足を補うために、ビタミンなどを強化した品種もある。

## 一般的な品種

### 日本国内の品種

#### うるち（粳）
うるち米には次のような品種がある。
| 登録番号・名称              | 地方番号（旧系統名） | 交配品種                        | 育成機関                         | 登録年 |
| --------------------------- | -------------------- | ------------------------------- | -------------------------------- | ------ |
| 水稲農林1号                 | 北陸4号              | 森多早生/陸羽132号              | 新潟県農事試験場                 | 1931年 |
| 水稲農林20号                | 北海86号             | 水稲農林1号/胆振早稲            | 農研機構（旧北海道農業試験場）   | 1941年 |
| 水稲農林100号（コシヒカリ） | 越南17号             | 水稲農林22号/水稲農林1号        | 農研機構（旧東海近畿農業試験場） | 1956年 |
| 水稲農林106号（ヤマビコ）   | 東海7号              | 中京旭/水稲農林22号             | 福井県農事試験場                 | 1958年 |
| 水稲農林150号（ササニシキ） | 東北78号             | 奥羽224号/ササシグレ            | 宮城県農業試験場                 | 1963年 |
| 日本晴                      | 北海86号             | ヤマビコ/幸風                   | 愛知県総合農業試験場             | 1963年 |
| あきたこまち                | 秋田31号             | コシヒカリ/奥羽292号            | 秋田県農業試験場                 | 1984年 |
| 水稲農林290号（キヌヒカリ） | 北陸122号            | 収2800/北陸100号/北陸96号       | 農研機構（旧北陸農業試験場）     | 1988年 |
| きらら397                   | 上育397号            | 渡育214号/道北36号              | 北海道上川農業試験場             | 1988年 |
| 水稲農林299号（ヒノヒカリ） | 南海102号            | 愛知40号/コシヒカリ             | 宮崎県総合農業試験場             | 1989年 |
| 水稲農林313号（ひとめぼれ） | 東北143号            | コシヒカリ/初星                 | 宮城県古川農業試験場             | 1991年 |
| どまんなか                  | 山形35号             | 中部42号/庄内29号               | 山形県農業試験場                 | 1992年 |
| はえぬき                    | 山形45号             | 庄内29号/秋田31号               | 山形県農業試験場                 | 1992年 |
| 水稲農林340号（ほしのゆめ） | 上育418号            | あきたこまち/道北48号/上育397号 | 北海道上川農業試験場             | 1996年 |
| つがるロマン                | 青系115号            | ふ系141号/あきたこまち          | 青森県農業試験場                 | 1997年 |
| ななつぼし                  | 空育163号            | ひとめぼれ/空系90242A/空育150号 | 北海道中央農業試験場             | 2001年 |

日本国内における代表的な栽培品種は以下の通り（2009年の収穫量順）。
| 順位 | 品種名         | 作付比率(%) | 収穫高     | 収穫高比率(カッコ内順位) |
| ---- | -------------- | ----------- | ---------- | ------------------------ |
| 1    | コシヒカリ     | 37.3%       | 3,094,000t | 36.5%(1)                 |
| 2    | ひとめぼれ     | 10.6%       | 842,700t   | 10.0%(2)                 |
| 3    | ヒノヒカリ     | 10.3%       | 805,300t   | 9.5%(3)                  |
| 4    | あきたこまち   | 7.8%        | 656,700t   | 7.8%(4)                  |
| 5    | キヌヒカリ     | 3.3%        | 257,500t   | 3.0%(6)                  |
| 6    | ななつぼし     | 3.0%        | 200,900t   | 2.4%(7)                  |
| 7    | はえぬき       | 2.8%        | 258,400t   | 3.1%(5)                  |
| 8    | きらら397      | 2.4%        | 167,400t   | 2.0%(8)                  |
| 9    | つがるロマン   | 1.6%        | 155,300t   | 1.8t(9)                  |
| 10   | まっしぐら     | 1.3%        | 118,000t   | 1.4%(10)                 |
| 11   | あさひの夢     | 1.2%        | 101,100t   | 1.2%(11)                 |
| 12   | 夢つくし       | 1.1%        | 72,400t    | 0.9%(14)                 |
| 13   | こしいぶき     | 1.1%        | 89,900t    | 1.1%(12)                 |
| 14   | ほしのゆめ     | 1.0%        | 67,100t    | 0.8%(15)                 |
| 15   | あいちのかおり | 0.9%        | 82,200t    | 1.0%(13)                 |
| 16   | ハナエチゼン   | 0.6%        | -          | -                        |
| 17   | ハツシモ       | 0.6%        | -          | -                        |
| 18   | ササニシキ     | 0.6%        | -          | -                        |
| 19   | 彩のかがやき   | 0.6%        | -          | -                        |
| 20   | おぼろづき     | 0.5%        | -          | -                        |

作付高上位10品種で80.4%、上位20品種で88.6%を占める。
1980年代に良食味品種として代表格であったササニシキとコシヒカリは互いに近縁の関係にあり、両品種以降の後の良食味米は多くはコシヒカリの遺伝子を引き継いでいる。
日本で栽培される稲は遺伝的に近縁の品種が多い。そのため、天候不良や特定の病虫害によって大きく収量を落とす可能性がある。従って、食料の安定生産という観点からより多くの遺伝資源を利用した品種改良が必要である。
日本国外では、IR8という短稈品種（短稈とは背が低いという意味である）は、背が低くて強風で倒れにくい品種で、1960年代初頭に開発された。稲や麦は肥料を多く与えると、背が高くなりすぎて倒れやすくなる性質があるため、IR8のような背の低い品種と交配することで肥料を多く与えて収穫量を増やしながらも、倒れにくい品種が開発された。ちなみにIR8とは国際稲研究所(IRRI)で開発されたインディア・ライス8という意味である。飢餓を救ったコメという話もあるが、灌漑設備が整った水田が必要で、害虫などへの耐性もさほどではなく、味も悪いため、その後も改良が施されているが、短稈品種は洪水やモンスーンが多発するようなアジア地域などには適応しずらい難点もある。

#### 多収米品種
主に加工用や飼料用に使われる収量の多い多収品種の米が栽培されている。これらは食用として流通しないため、食味を考慮する必要がないのでインディカ品種との交雑なども行われている。
- べこごのみ
- 北陸193号
- モグモグあおば

#### 観賞用
一般的には知られていないが、イネには食用米品種以外に観賞用品種が存在する。観賞用稲は米を収穫することが目的ではなく、鮮やかに染まった葉や穂を鑑賞して楽しむためのイネである。切り花やドライフラワーなどに適している。また、近年では青森県田舎館村などで取り組まれている田んぼアートにも用いられている。
農研機構や農業試験場といった公的機関で品種改良されたものの他、在来品種にも葉色が鮮やかなものがあるため観賞用として販売されている例がある。

##### 公的機関で育成された観賞用稲
- 祝い茜（奥羽観378号）[37] - 農研機構 東北農業研究センター育成
- 祝い紫（奥羽観379号）[37] - 農研機構 東北農業研究センター育成
- 奥羽観383号[37] - 農研機構 東北農業研究センター育成
- 西海観246号[41] - 農研機構　九州沖縄農業研究センター育成
- ゆきあそび[38][42] - 青森県産業技術センター農林総合研究所育成
- べにあそび[38] - 青森県産業技術センター農林総合研究所育成
- あかねあそび[38] - 青森県産業技術センター農林総合研究所育成
- 赤穂波[38] - 青森県産業技術センター農林総合研究所育成
- 紫穂波[38]  - 青森県産業技術センター農林総合研究所育成
- 白穂波[38]  - 青森県産業技術センター農林総合研究所育成

##### 在来品種の観賞用稲
- 短稈紫稲[42]
- 黄色稲[42]
- 観稲[42]
- 黄色大黒[43]

### 日本以外の品種
- インド
  - バスマティ
- タイ
  - カオ・ホーム・マリ
- スペイン
  - ボンバ米
- イタリア
  - アルボリオ arborio
  - カルナローリ carnaroli
  - ヴィアローネ・ナノ vialone nano
- アフリカ
  - ネリカ米 NERICA - アフリカの食糧事情改善を目的に開発されたアジアイネ（O. sativa）とアフリカイネ（O. glaberrima）の交雑種。

## 栽培
稲を栽培する農業を稲作（いなさく）という。

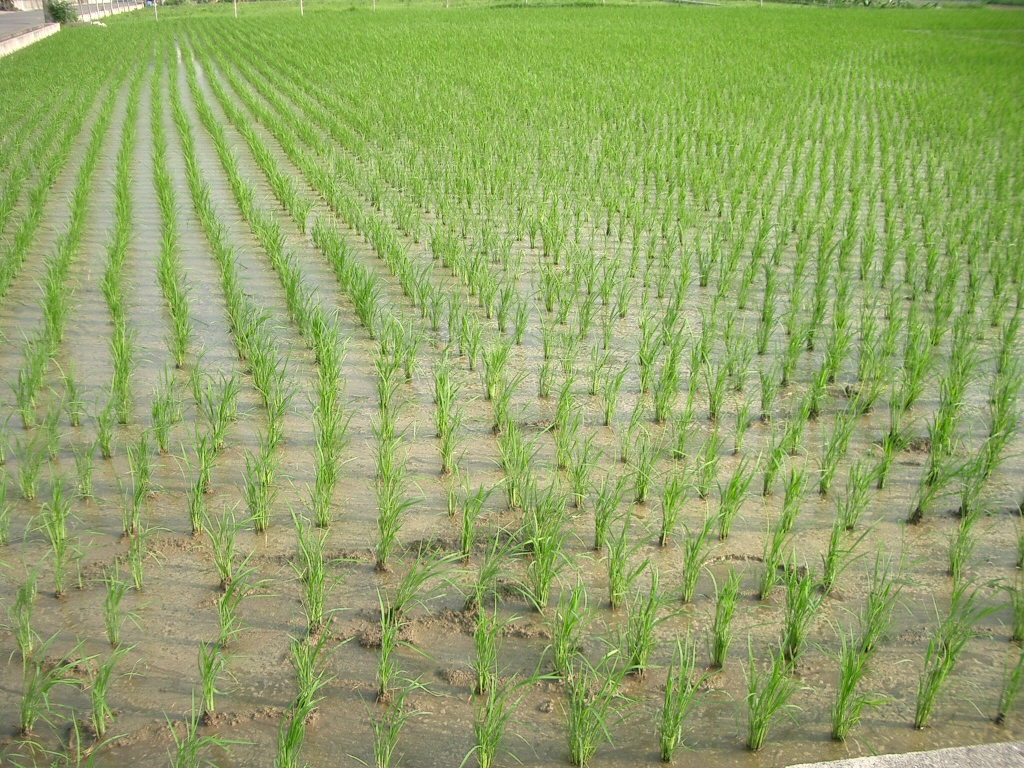
田植え後の早苗（初夏）

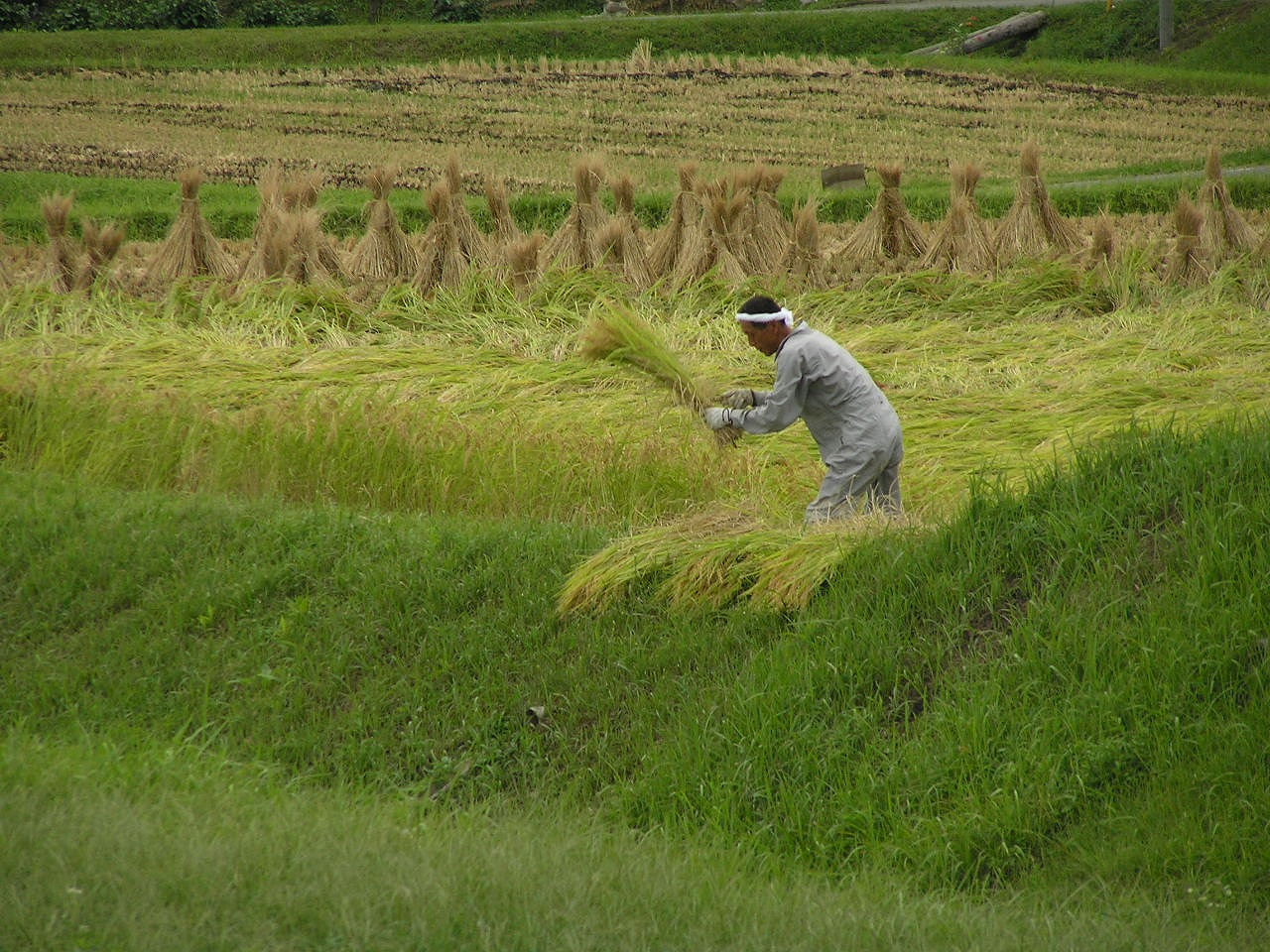
稲刈りは地方や気候によって時期に違いがある。

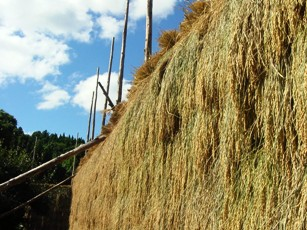
ハザ干しの様子

栽培する土地を田または田圃（たんぼ）といい、特に水を張っている田を指して水田（すいでん）ともいう。
水田で育成されたものを水稲（すいとう）、畑で育成されたものを陸稲（りくとう、おかぼ）と呼ぶ。水稲と陸稲を比較すると、水稲は収穫までの間に大量の水を使うが、地力の低下が小さく、永久連作（二期作）が可能である。一方、陸稲は水が少なくて済むが、面積あたりの収穫量が少ない上に、連作障害が発生する。日本では、近年では陸稲は少なくなっている。
イネは夏期にある程度高温になる温暖湿潤の気候が適している。播州と越後の米が高品質で知られた。東北地方から北陸地方にかけての日本海側は、夏は暑い一方で冬は積雪が多く、雪解け水が豊富であることから一大産地となっており、食味検査ランキングでも上位を占める。1931年（昭和6年）に並河成資によって世界初の寒冷地用水稲・早稲である農林1号の育成が成功。その後も寒冷地向け品種改良が続き、北日本での収穫量が増加した。
なお、温帯原産である温帯日本型は本来熱帯気候には適しておらず、温帯に属する日本でも、夏期に猛暑が続くと登熟障害を起こす。近年は地球温暖化に伴い西日本を中心に猛暑日が増え、登熟障害や食味の低下が問題になっている。栽培技術による対応だけで無く、耐高温品種の作出も行われている。

## 主要病害虫
- いもち病（稲熱病）
- 白葉枯病
- 縞葉枯病
- 立枯細菌病
- 馬鹿苗病
- 籾枯細菌病
- 紋枯病
- イネシンガレセンチュウ
- イネミズゾウムシ
- セジロウンカ
- ヒメトビウンカ
- トビイロウンカ
- ツマグロヨコバイ
- ニカメイチュウ
- イネツトムシ
- フタオビコヤガ
- カメムシ類（斑点米を作る）

## 品種改良
イネは、基本的には自家受精を行う事で自分と同じ遺伝子型の子孫を残す自殖性植物である。自殖性植物は数世代にわたって自家受粉を繰り返すため、遺伝子がホモ接合型である個体が集団内で多数を占める。ホモ接合体の個体から種子を得ると、子孫は全て親と同じ遺伝子型を持つ。これを育種学では純系（pure line）と呼ぶ。
イネの品種改良では、一部の例外を除き純系の品種を作り出すことを目的としている。この育種体系を純系改良方式という。
純系改良方式では、まずは同質の遺伝子で固定された純系である親品種から、何らかの方法（交配、突然変異誘発等）でヘテロ接合状態の雑種個体を発生させる。その後雑種個体の子孫を自殖により増殖させると、各遺伝子座がホモ接合化し、数世代を経ると、元の親とは異なった遺伝子型の組合せを持つ純系個体の集団が得られる。この状態を形質が固定された、と表現する。こうして得た純系個体集団から品種として好ましい形質（例えば、病気に強い、冷害に強い、倒れにくい、収量性が高い、食味が良い等）を持った個体を選抜する。その後、更に自殖を繰り返し、選抜した個体と同じ遺伝子型の種子を増やすことで系統として確立させる。また、同時に系統の栽培特性等を調査する。調査の結果有望と見られた系統は新たな品種となる。現在、日本で育成され栽培されている品種のほとんどは純系改良方式で育成されており、例えば令和元年度品種別作付け動向の統計に表れる品種は全て純系改良方式で育成されたものである。
純系改良方式は雑種個体を得る方法やその後純系を得る方法によって、複数の方法に分類されている。

### 純系選抜法
純系分離法とも呼ぶ。前述の通りイネは自殖性植物であり、同一の親から得た子孫は基本的には親と同じ遺伝子型である。しかし、長期に渡って栽培すると突然変異の自然発生、1％以下の低確率ではあるが他の品種と他家交配行われる等して、遺伝的変異が蓄積し、多様な変異を持つ雑種集団となる。平年の栽培条件では看過されるような変異が異常気象（冷害等）の発生年では、有利な形質として認識され、選抜されて次世代に引き継がれる。農業試験場が設立される以前、近代的な育種が導入される以前はこの方法で在来品種の改良が行われてきた。
農業試験場設立後も、在来品種を試験場が収集し、その中から個体選抜を行い、純系系統化することで育成された品種も多い（亀の尾4号、陸羽20号 等）。

### 交配育種法
雑種集団を得るために純系品種同士を人工交配し、雑種集団を得る方法。雑種集団の親が２品種のみの場合を単交配といい一般的に広く用いられている。コシヒカリやひとめぼれ、あきたこまち、ゆめぴりか等多数の品種がこの方法で育成された。
他には、品種Aと品種Bを交配した雑種第一代を更に他の品種Cと交配して雑種集団を得る三系交配、品種Aのある特定の形質のみを改良するために品種Bと交配した後に品種Aを反復して交配する戻し交配といった交配方法がある。
三系交配で育成された品種には、青森県の青天の霹靂、富山県の富富富等がある。
また、戻し交配で育成された品種には、コシヒカリに、いもち病の抵抗性遺伝子を戻し交配で導入することによって育成されたコシヒカリBLという品種群がある。現在、「新潟県産コシヒカリ」という銘柄はコシヒカリ及びコシヒカリBL品種群の玄米に与えられており、そのうちコシヒカリBL品種群が9割を占めると言われている。

#### 系統育種法
交配によって作られた雑種集団の選抜方法で、交配育種法は更に系統育種法と集団育種法に分けられる。
系統育種法では、遺伝子型及び形質にばらつきが現れ始める雑種第2世代（F2世代）で個体選抜を行い、その子供のF3世代以降を系統として扱い、系統の種子数を増やしつつ遺伝子的に固定されていない個体を排除しながら系統として確立する方法である。早期から不要な形質を排除することが出来るが、F2世代では多くの遺伝子座がヘテロ接合であることが多いため、その自殖後代もばらつきが多く、それらの排除が必要であるため効率が低い。

#### 集団育種法
現在、交配育種法の中でも広く普及している方法が、温室や暖地栽培による世代促進を利用した、集団育種法である。これは、多くの遺伝子座がホモ接合となり、各々の雑種個体が遺伝的に固定するまでは、無選抜で自殖させ、雑種第５世代（F5世代）くらいに個体選抜を行う方法である。ほとんどの場合、一年に２回以上収穫出来るような温暖地（九州、沖縄等）や、温室を利用して年に２～３回収穫期を迎えさせ、自殖を繰り返させる。これを世代促進という。世代促進を行わない場合は、一年に１回しか収穫できないため、遺伝的に固定するまで雑種集団を自殖させるのに５～６年かかるが、世代促進を行うことで、３～４年に短縮することができる。また遺伝的固定度が高い状態から選抜し、系統化するため効率的である。

### 突然変異育種法
親品種に人工的な手段によって突然変異を誘発し、雑種集団を得る方法。最も古くには稲品種フジミノリにガンマ線照射を行う事で、短稈で倒れにくい変異体を選抜することで育成したレイメイがある。また、近年ではコシヒカリに化学的突然変異原N-methyl-N-nitrosoureaを処理したことで発生した突然変異体からアミロース含有量の少ない個体を選抜して育成したミルキークイーンがある。
理化学研究所では、重イオンビーム照射により、一般品種の1.5倍の耐塩性を獲得した品種の開発に成功。塩害で耕作ができなくなった土地での栽培により、生産可能地域が広がり食糧問題の解決に貢献することが期待される。

### 葯培養
親とする品種を交配した後のF1個体の葯を組織培養し（葯培養）、半数体を作り出してから、染色体を倍加させる。このようにすると、純系個体の集団を得るまでに、通常は数世代の自殖が必要なところが、１世代のみで済むため育種年限の短縮ができる。しかし、組織培養の過程で突然変異が誘発されることで、親となる品種の形質を遺伝させられなくなることもある。

### 純系品種ではない品種
純系の品種ではない例としては、純系の親同士を掛け合わせたF1（雑種第一代）を種子として販売する方式のF1品種がある（三井化学アグロ「みつひかり」等）。トマト等の野菜では普及が進んでいるが（タキイ種苗「桃太郎」等）、イネではさほど普及していない。

## モデル植物研究
イネは、生物学や農学において、植物のモデル生物として用いられている。イネは主要穀物の中ではゲノムサイズが小さく（トウモロコシの1/6、小麦の1/40）、穀物の遺伝情報を知る上でモデルとして好適とされる。
農研機構（旧農業生物資源研究所）がコシヒカリ・ファミリーである「コシヒカリ」「ひとめぼれ」「あきたこまち」「ヒノヒカリ」を分析した結果、6つのDNAを共通して受け継いでいることが判明している。特に興味深いのは明治時代に東西の横綱と称された「亀の尾」「旭」のDNAを引いていることが挙げられる。
ゲノム研究所 (TIGR) やイネゲノム研究プログラム (RGP) 国際チームが「日本晴」のゲノムプロジェクトが進行しており、イネゲノムの塩基配列は、2002年12月に重要部分の解読が完了し、2004年12月には完全解読が達成されている。先述のようにイネは単子葉植物のモデル生物であり、植物としては双子葉植物であるシロイヌナズナに続いて2番目、単子葉植物としては初めての全ゲノム完全解読となった。
イネは洪水などで水没すると呼吸が出来ず枯れてしまうのが弱点だが、名古屋大学の芦苅基行教授らが水没に耐えられるような茎を伸ばす遺伝子を解明した。他にも、いもち病にかかりにくいが食感の悪い「おかぼ」の遺伝子を研究し、食感が失われない「ともほなみ」を2009年に開発している。

### コムギとの雑種作出
自然では相互に受粉はしないコムギとの雑種を、精細胞と卵細胞の電気刺激による人為的な融合で作出することに成功したと、東京都立大学と鳥取大学が2021年10月6日に発表した。

## 稲に関わる語彙
- 早苗（さなえ） - 女性の名前にも見られる。
- 稲妻（いなづま）・稲光（いなびかり） - 稲穂の実る時期に雷が多いことから、古来「雷が稲を実らせる」と考えられていた。
- 早稲田（わせだ）-  神田川に近く川が入り組んだ地形から、 水稲の田圃が多くあり、凶作に備えて普通の田植えより、早い時期に植える田があった事に由来[67]。

## 参考画像

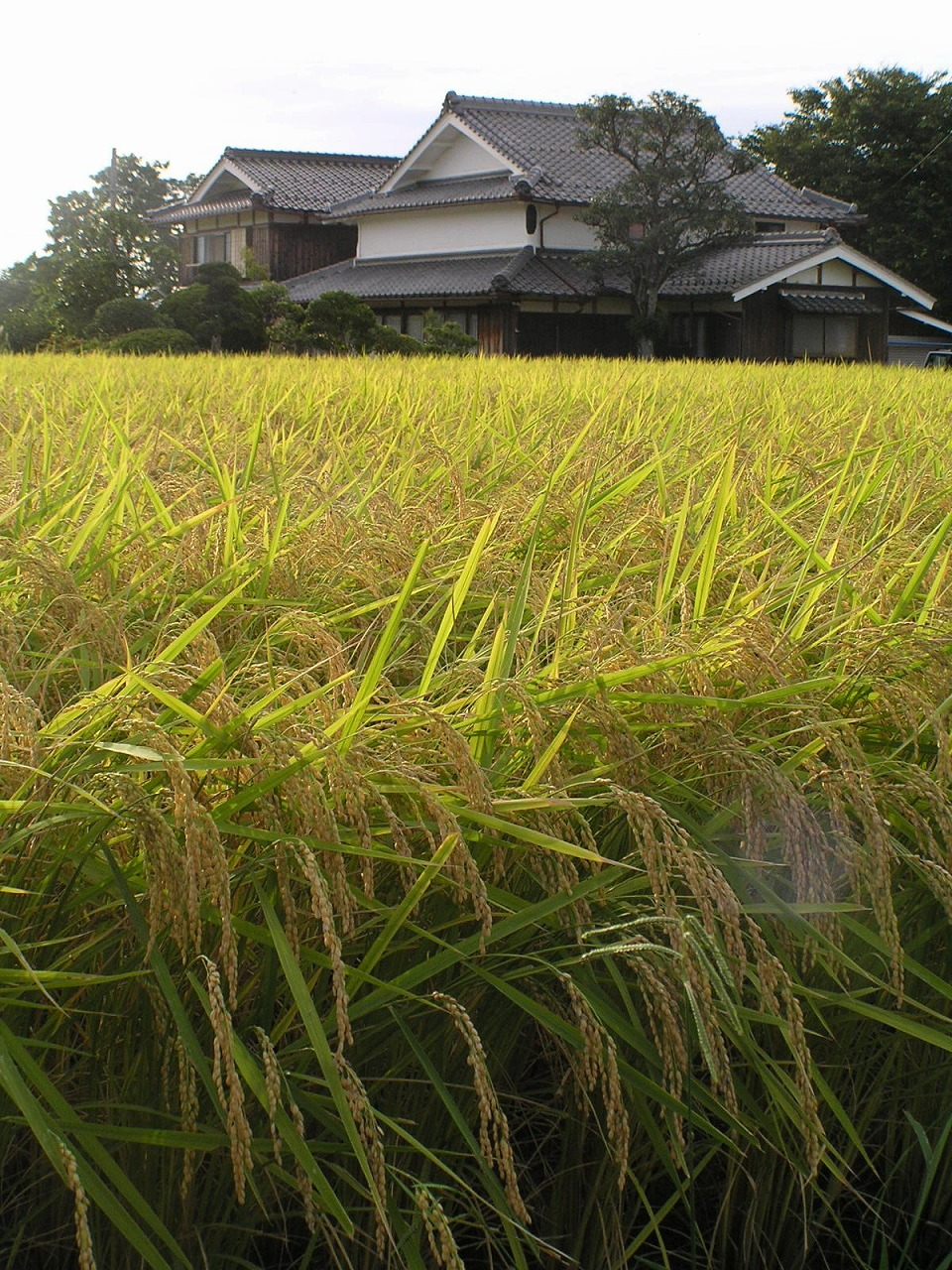
頭を垂れるジャポニカ種コシヒカリ系の稲穂（2007年8月29日）
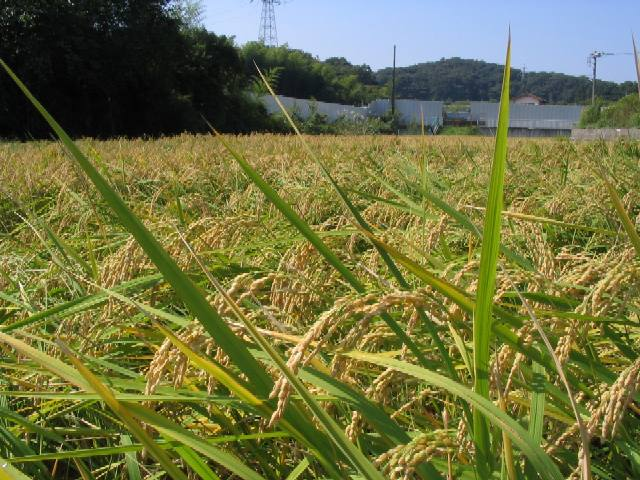
10月初旬の稲穂
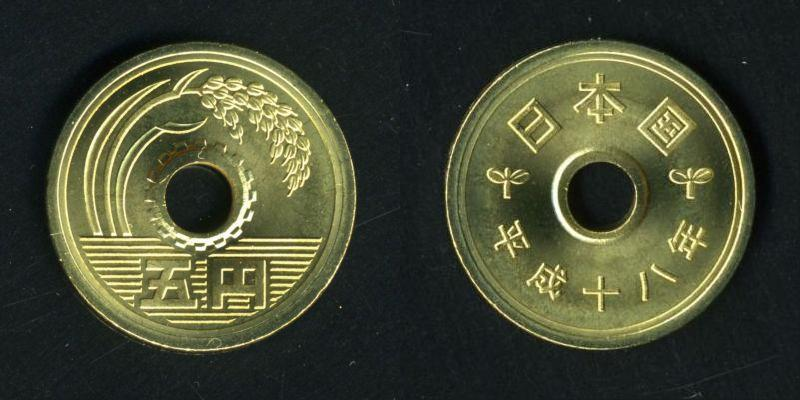
五円硬貨の表面には稲穂がデザインされている。